# OPPA

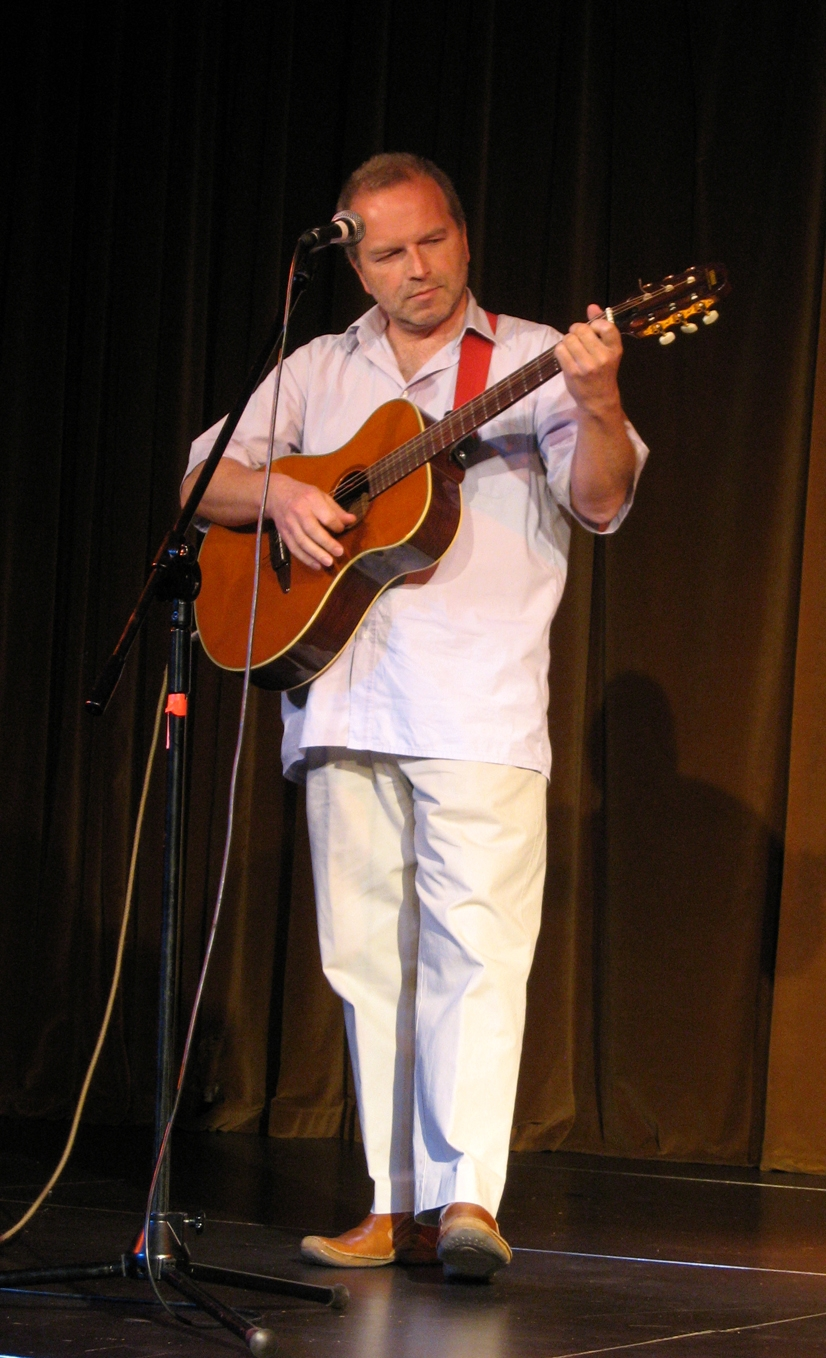
Piotr Bakal − pomysłodawca OPPA

OPPA (Ogólnopolski Przegląd Piosenki Autorskiej) — impreza zorganizowana po raz pierwszy w 1978 roku w Warszawie, w studenckim klubie „Hybrydy”. Pomysłodawcą i dyrektorem czterech pierwszych edycji był Piotr Bakal. Pierwsza edycja przeglądu odbyła się pod nazwą Warszawski Przegląd Piosenki Autorskiej.
Na OPPA m.in. występowali: Andrzej Poniedzielski, Kuba Sienkiewicz, Piotr Bukartyk, Mirosław Czyżykiewicz, Jacek Zwoźniak, Adam Andryszczyk, Konrad Materna, Tomasz Szwed.
Od samego początku OPPA stał się jedną z najważniejszych imprez piosenkarskich w kraju, a laury tu zdobyte były dla wielu artystów prawdziwą nobilitacją.
Stan wojenny na dwa i pół roku przerwał ciągłość organizowania OPPA. Przegląd wznowiony został w 1983 r. Na początku lat 90. impreza zaczęła podupadać, aż w roku 1992 odbyła się w „Hybrydach” po raz ostatni. Reaktywowany w 1997.